# Castelo de Beynes

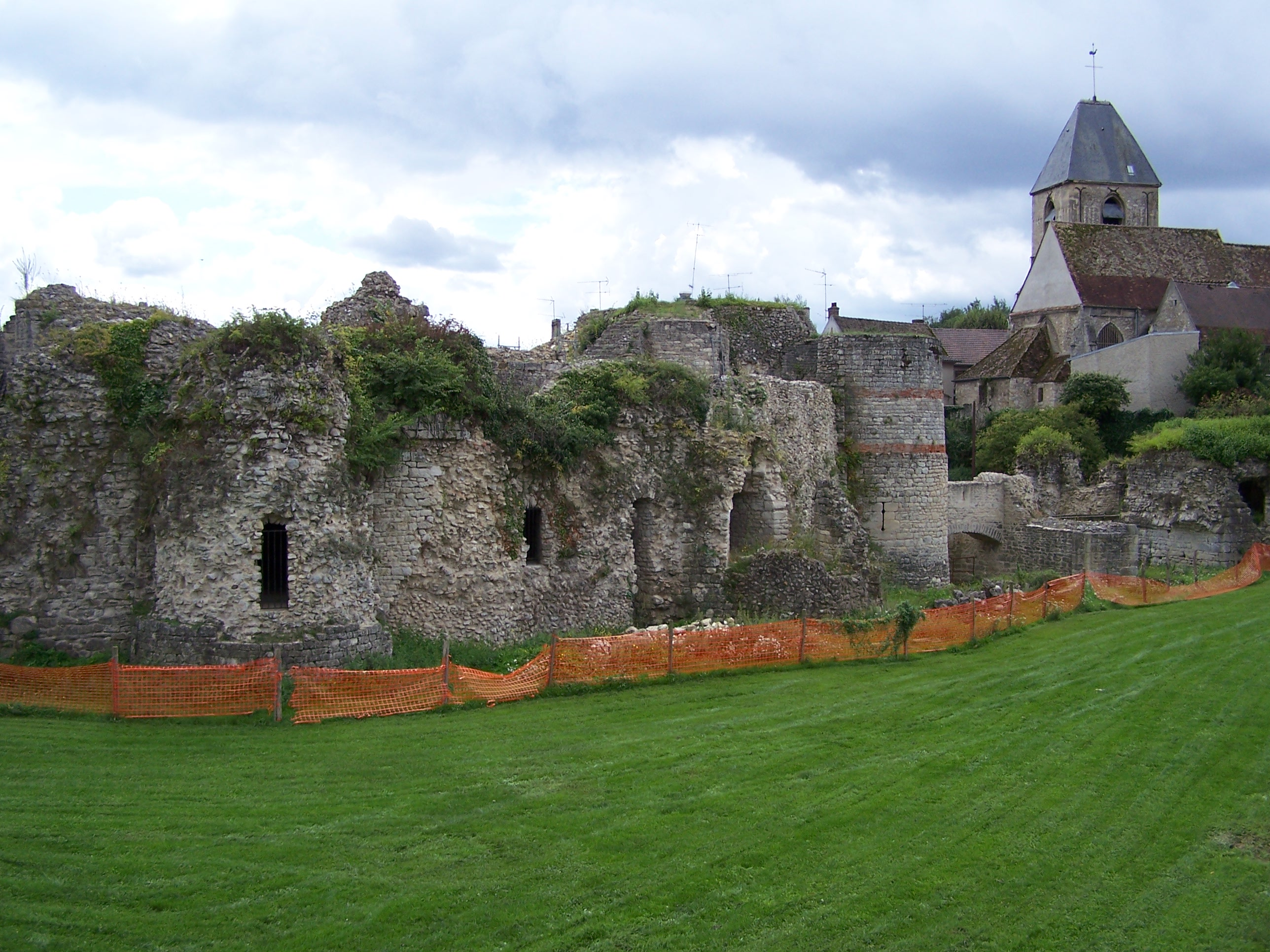
O Château de Beynes.

O Château de Beynes (em português: Castelo de Beynes) é um castelo arruinado, no interior do qual foi construída uma residência apalaçada no século XV. Fica localizado na cidade de Beynes, junto ao Rio Mauldre, no departamento francês de Yvelines, região da Île-de-France.

## História

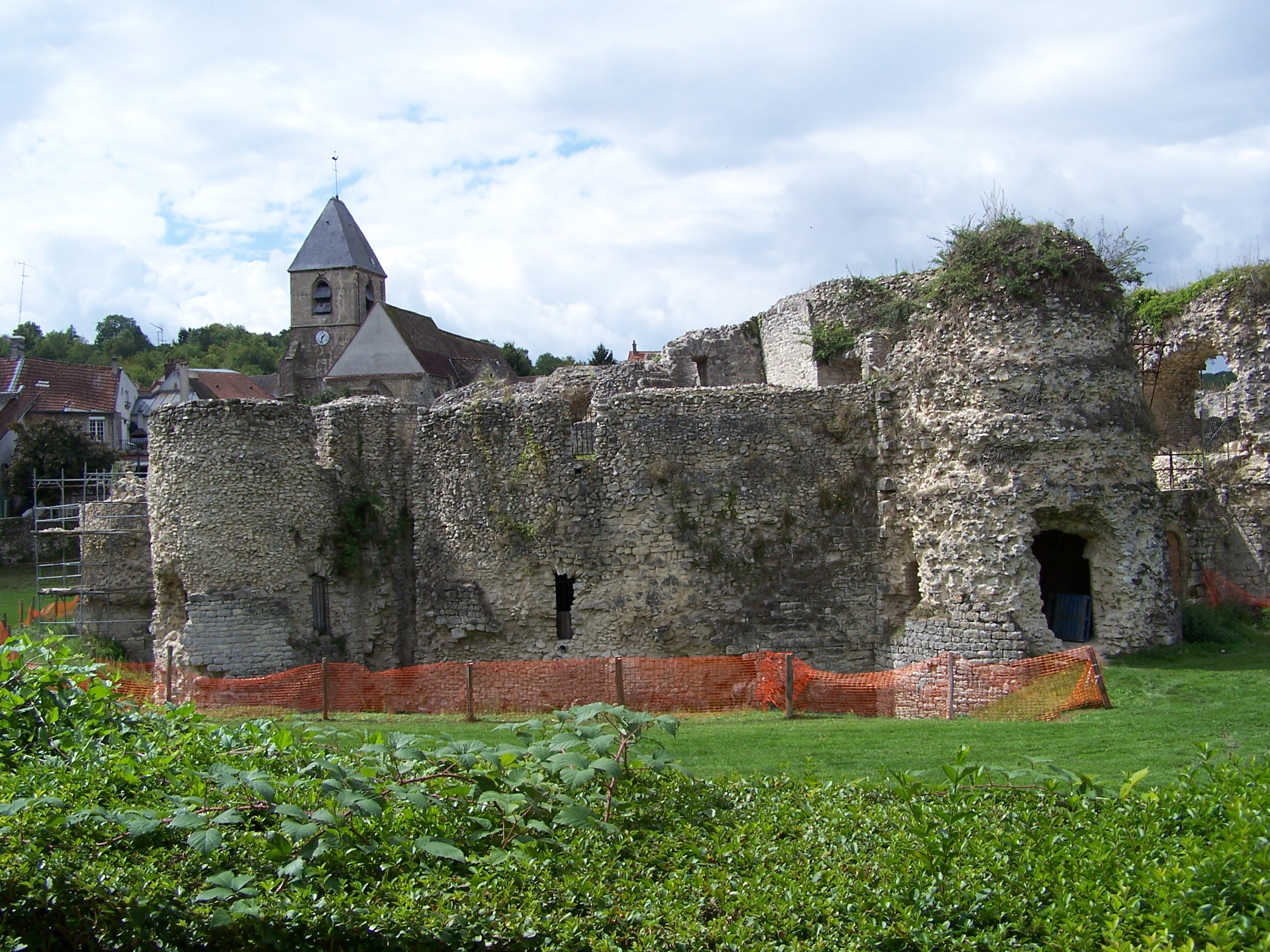
O Château de Beynes.

O primeiro castelo, com fosso e muralha, foi construído no século XI, no fundo do Vale do Rio Mauldre, numa época em que os castelos eram construídos nas elevações.
Naquele tempo , este castelo tinha um papel defensivo, com o rio como uma linha de defesa ocidental do domínio Real, contra a Normandia e outros possíveis combatentes. Foi possuido pelos ingleses durante a Guerra dos Cem Anos.
Mais tarde, o castelo perdeu a sua função defensiva depois da extinção dos Territórios Reais; cerca de 1450, Robert d'Estouteville transformou o castelo numa residência mais confortável, desmantelando a torre de menagem e adaptando as fortificações para a artilharia incipiente. Nesse mesmo século foram executadas outras transformações, particularmente sob a orientação de Philibert de l'Orme.

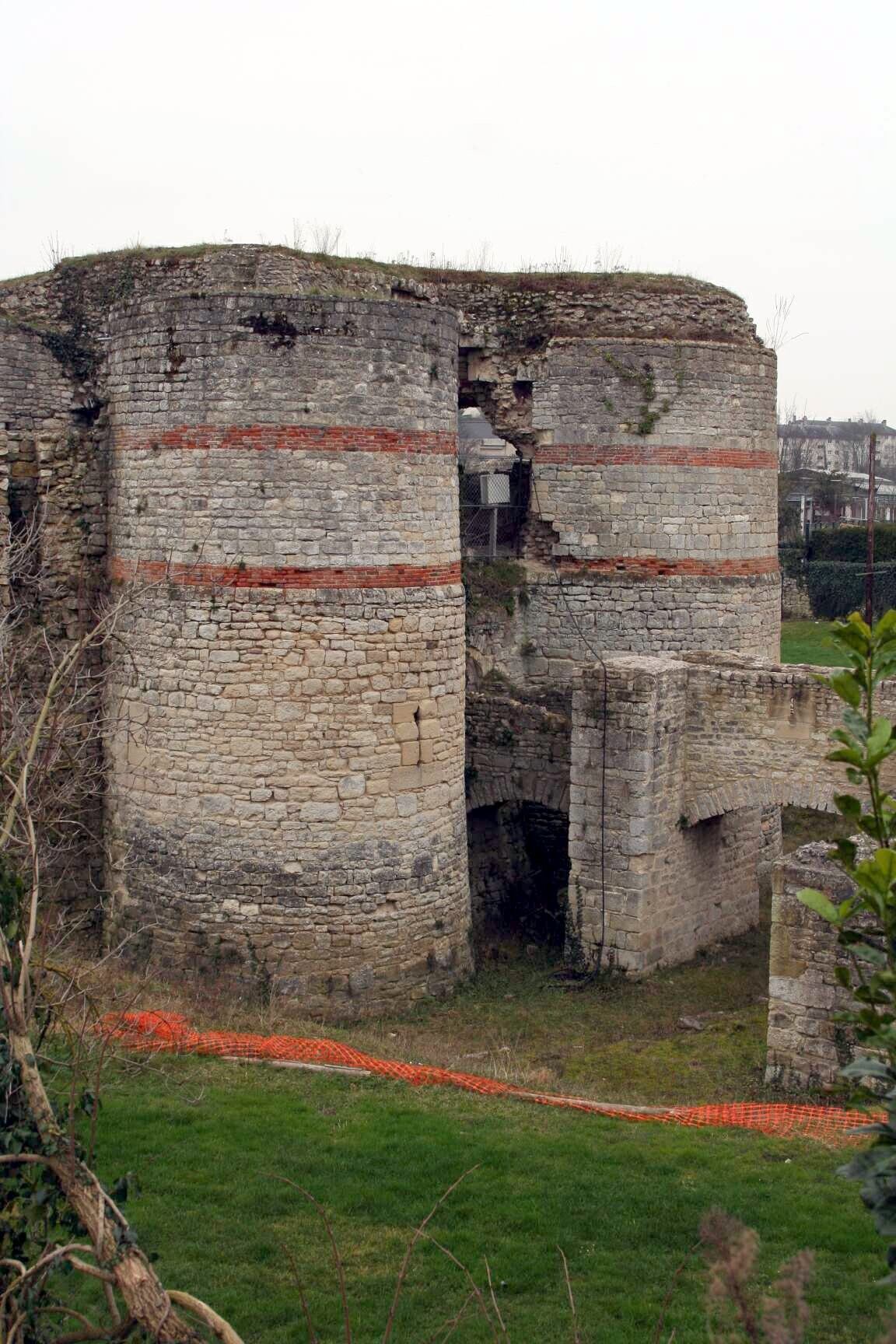
Uma ponte de pedra entre o châtelet oeste e a barbacã.

Em 1536, o castelo foi oferecido a Diane de Poitiers pelo seu amante, o Rei Henrique II.
O castelo foi totalmente abandonado durante o século XVIII e caíu em ruínas, sendo usado como um filão de pedra para as construções da aldeia.

## Arquitectura
O castelo tem uma forma oval rodeada por um fosso; nove torres erguem-se ao longo da cortina de muralhas.
Desde a transformação quatrocentista, um pátio central pavimentado cruza o castelo. Dois châtelets (este e oeste) defendem duas entradas para o castelo, sendo o acesso oeste protegido, também, por uma barbacã.

## Actualidade
O conjunto dos restos do castelo foi listado como um Monument historique (Monumento Histórico) em Novembro de 1959. O castelo foi comprado pela municipalidade em 1967. Entre 1995 e 1999, escavações e trabalhos de consolidação interromperam a sua deterioração. Presentemente, uma activa associação está a restaurar o edifício.